# アズ熊谷
アズ熊谷（アズくまがや）は、埼玉県熊谷市にある東日本旅客鉄道（JR東日本）熊谷駅の駅ビル型ショッピングセンターである。JR東日本グループの株式会社アトレが経営し、同社の子会社である高崎ターミナルビル株式会社が運営する。

## 概要
以下の施設で構成される。本館及びセカンドが大規模小売店舗立地法対象の大規模施設となっている （EASTはティアラ21として大規模小売店舗立地法の対象）。
- AZ（本館）：店舗面積6,322㎡、建物の正式名称は「熊谷ステーションビル」[2]。
  - 従来から、熊谷駅北口ロータリー及び東口ロータリーから直結しているほか、JRの改札口を出たすぐ右側にも3階入口がある[3]。
  - 後から追加した出入口として、2004年開業したティアラ21と3階で直結するもの（更にティアラ21は2階にある野外通路で以前からあるニットーモールとも繋がっている）[3]。また、GU出店時にJRの改札口前から4階フロアへ直接アクセスする階段が設けられた[3]。
- AZ 2nd（アズセカンド）：店舗面積1,556㎡[2]
  - 熊谷市営熊谷駅駐輪場・熊谷駅定期駐車場から熊谷駅構内に入る通路の横にある。
- AZ ROAD（アズロード）
  - 熊谷駅の自由通路のJR改札－秩父鉄道改札間エリアのAZ 2nd向かいに和菓子店やパン屋などを配置。
- AZ EAST（アズイースト）
  - 熊谷駅東口およびアズ本館と直結するティアラ21の3階を丸々借り受ける形で営業開始。
飲食店街とリラックスゾーン

## 沿革
高崎ターミナルビル株式会社の沿革を元に作成
- 1987年4月24日 - 熊谷ステーション開発株式会社が、熊谷駅の駅ビルAZを開業[1]。
- 1996年10月1日 - AZ 2nd 開業[4]。
- 1997年8月7日 - AZ ROAD 開業[5]。
- 1998年6月4日 - 3階を増床[6]。
- 2004年11月20日 - この日開業した、商業ビルTiara21の3階にAZ EASTを開業。
- 2005年4月1日 - JR東日本のグループ会社再編の一環で熊谷ステーション開発が、高崎ターミナルビル株式会社に吸収合併され、営業が継承される。
- 2015年4月1日 - JR東日本のグループ会社再編の一環で高崎ターミナルビルが、株式会社アトレの子会社となると同時にSC関連資産を同社に譲渡。これにより、アトレが所有・経営し、高崎ターミナルビルに管理運営を委託するという運営形態に変更[7]。
- 2017年10月4日 - JREポイントが導入された（詳しくは後述）。

## 店舗
- 営業店舗は、公式サイトのショップ一覧（）を参照のこと。

全館においてSuica（およびPASMO）での支払が可能（一部店舗を除く）。
各店舗は店名を「熊谷駅ビル店」「熊谷アズ店」「熊谷駅ビルアズ店」「アズセカンド店」などとしている。

## ポイントサービス
2017年10月4日より、JR東日本グループ共通の新ポイントサービスである『JRE POINT』が導入された。カードの基本デザインは共通で、アズ（兼イーサイト上尾・籠原）用として背景青、アズとイーサイトのロゴが付与されている。
アズ専用のポイントサービスは導入しておらず、かつてはその代替として、Suica決済に対応していることで、『Suicaポイントクラブ』に力を入れていた。
2017年10月4日からの約2ヶ月間に限り、SuicaポイントとJRE POINTの二重加算が可能となっていた。2017年12月5日にSuicaポイントがJRE POINTに統合されたものの、アズ熊谷では、Suica利用によるJRE POINTの加算（Suicaポイントの代替）は対象外となったため、二重加算はされなくなった。

## 駐車場
- 自前の駐車場は有していない（かつてはあった）。JR熊谷駅駐車場・Tiara21駐車場・秩父鉄道熊谷駅南口駐車場・ニットーモール駐車場と特約契約を結んでいる[12]。
  - ニットーモール駐車場を除きAZ内の1店舗での利用金額が、1000円以上3000円未満で1時間／3000円以上で2時間／ニットーモール駐車場は1000円以上で3時間、それぞれ無料となる[注釈 1][12]。

## そのほか
- 同じ高崎ターミナルビルによる上尾駅の駅ナカ施設「イーサイト上尾」・籠原駅の駅ビル「イーサイト籠原」の運営は、本社ではなくアズの管理部門において行っている[13]。
- 2019年4月3日開局のコミュニティFM「FMクマガヤ」のスタジオ（6階）が設置されている[14]。かつては、送信アンテナも本館に設置されていたが、2020年8月11日に熊谷市役所本庁舎屋上へ移設された[15]。